# Tim Jitloff
Timothy Matthew Jitloff detto Tim (San Jose, 11 gennaio 1985) è un allenatore di sci alpino ed ex sciatore alpino statunitense specialista dello slalom gigante.

## Biografia

### Carriera sciistica

#### Stagioni 2001-2006
Jitloff, residente a Reno e cresciuto presso il Lago Tahoe, ha esordito in gare FIS il 10 dicembre 2000, quando ha partecipato allo slalom speciale di Snow King chiudendo al 58º posto. Ha debuttato in Nor-Am Cup in slalom gigante il 25 novembre 2002 a Park City e in Coppa Europa l'11 gennaio 2005 a Bad Kleinkirchheim in supergigante, in entrambi i casi senza completare la prova.
Ha messo in mostra le proprie potenzialità per la prima volta ai Mondiali juniores del 2005, quando si è piazzato nei primi dieci in tre diverse specialità e si è aggiudicato la medaglia d'oro nella combinata, la cui classifica è stata ottenuta sommando i tempi della discesa libera, dello slalom gigante e dello slalom speciale.

#### Stagioni 2007-2010
Ha fatto il proprio esordio in Coppa del Mondo il 17 dicembre 2006 nello slalom gigante dell'Alta Badia, senza qualificarsi per la seconda manche. Il 2 gennaio 2007 a Sunday River ha colto il suo primo podio in Nor-Am Cup, 2º in slalom gigante, e il giorno dopo, nella medesima località e specialità, la prima vittoria. Nel 2007 ha inoltre partecipato ai Mondiali di Åre, sua prima presenza iridata, arrivando 18º nello slalom gigante e 25° nello slalom speciale.
Il 26 ottobre 2008 con il 20º posto nello slalom gigante di Sölden ha conquistato i primi punti in Coppa del Mondo; in seguito è stato convocato per i Mondiali di Val-d'Isère 2009, dove è stato 26º nello slalom gigante e 22º nello slalom speciale. Il 19 febbraio seguente a Monte Pora ha colto in slalom gigante il suo primo podio in Coppa Europa (3°).

#### Stagioni 2011-2018
Ai Mondiali di Garmisch-Partenkirchen 2011 si è classificato 14º nella supercombinata. Due anni dopo ha vinto la sua prima gara di Coppa Europa, lo slalom gigante di Arber del 26 gennaio 2013, e ha partecipato ai Mondiali di Schladming, piazzandosi 16º nello slalom gigante.
Ai XXII Giochi olimpici invernali di Soči 2014, sua prima partecipazione olimpica, si è classificato 15° nello slalom gigante, mentre ai Mondiali di Vail/Beaver Creek 2015 è stato 9º nello slalom gigante e 17º nella combinata. Ai Mondiali di Sankt Moritz 2017, sua ultima presenza iridata, non ha completato lo slalom gigante; anche ai XXIII Giochi olimpici invernali di Pyeongchang 2018, suo congedo olimpico, non ha completato lo slalom gigante. Si è ritirato al termine di quella stessa stagione e la sua ultima gara in carriera è stata lo slalom gigante di Coppa del Mondo disputato a Kranjska Gora il 3 marzo, chiuso da Jitloff al 14º posto.

### Carriera da allenatore
Dopo il ritiro è divenuto allenatore nei quadri della Federazione sciistica della Germania.

## Palmarès

### Mondiali juniores
- 1 medaglia:
  - 1 oro (combinata a Bardonecchia 2005)

### Coppa del Mondo
- Miglior piazzamento in classifica generale: 50º nel 2014

#### Coppa del Mondo - gare a squadre
- 1 podio:
  - 1 secondo posto

### Coppa Europa
- Miglior piazzamento in classifica generale: 26º nel 2013
- 7 podi:
  - 4 vittorie
  - 1 secondo posto
  - 2 terzi posti

#### Coppa Europa - vittorie
| Data             | Località      | Paese    | Specialità |
| ---------------- | ------------- | -------- | ---------- |
| 26 gennaio 2013  | Arber         | Germania | GS         |
| 6 febbraio 2013  | Les Menuires  | Francia  | GS         |
| 30 gennaio 2014  | Crans-Montana | Svizzera | GS         |
| 10 febbraio 2014 | Oberjoch      | Germania | GS         |

Legenda:

GS = slalom gigante

### Nor-Am Cup
- Miglior piazzamento in classifica generale: 4º nel 2008
- Vincitore della classifica di slalom gigante nel 2007
- 15 podi:
  - 6 vittorie
  - 8 secondi posti
  - 1 terzo posto

#### Nor-Am Cup - vittorie
| Data             | Località          | Paese       | Specialità |
| ---------------- | ----------------- | ----------- | ---------- |
| 3 gennaio 2007   | Sunday River      | Stati Uniti | GS         |
| 4 gennaio 2007   | Sunday River      | Stati Uniti | SL         |
| 14 marzo 2007    | Panorama          | Canada      | GS         |
| 21 febbraio 2010 | Aspen             | Stati Uniti | SC         |
| 15 marzo 2011    | Whistler          | Canada      | GS         |
| 17 marzo 2017    | Mont Sainte Marie | Canada      | GS         |

Legenda:

GS = slalom gigante

SL = slalom speciale

SC = supercombinata

### South American Cup
- Miglior piazzamento in classifica generale: 36º nel 2003
- 1 podio:
  - 1 terzo posto

### Australia New Zealand Cup
- Miglior piazzamento in classifica generale: 22º nel 2017
- 1 podio:
  - 1 vittoria

#### Australia New Zealand Cup - vittorie
| Data           | Località     | Paese         | Specialità |
| -------------- | ------------ | ------------- | ---------- |
| 29 agosto 2016 | Coronet Peak | Nuova Zelanda | GS         |

Legenda:

GS = slalom gigante

### Campionati statunitensi
- 11 medaglie[2]:
  - 7 ori (slalom gigante nel 2008; slalom gigante, combinata[3] nel 2009; slalom gigante nel 2013; slalom gigante nel 2014; slalom gigante nel 2015; supergigante nel 2016)
  - 3 argenti (slalom gigante nel 2011; slalom gigante nel 2012; slalom gigante nel 2017)
  - 1 bronzo (slalom speciale nel 2008)